# Centre Mèdic de Texas
El Centre Mèdic de Texas, en anglès Texas Medical Center, és un hospital per a l'atenció del pacient, la ciència i la recerca mèdica, que es troba a la ciutat de Houston. El centre mèdic te 47 institucions relacionades amb la medicina, 13 hospitals i dues institucions especialitzades, dues escoles de medicina, quatre escoles d'infermeria, escoles d'odontologia, salut, farmàcia i altres. El Centre Mèdic de Texas rep més de 5 milions de visites de pacients anuals, inclosos més de 10.000 pacients internacionals. En 2006, el centre va donar feina a més de 75.000 persones, entre ells 4.000 metges i 11.000 infermers registrats. La biblioteca pública del Comtat de Harris gestiona la biblioteca del CMT.

## Institut del Cor de Texas
L'Institut del Cor de Texas (en anglès: Texas Heart Institute) és un centre mèdic sense ànim de lucre, dedicat a la cardiologia i a la cirurgia cardíaca, l'institut es troba en el centre mèdic de Texas, a Houston.